# 1918 в Україні

## Пам'ятні дати та ювілеї
- 950 років — з часу першого Балканського походу князя Святослава у 968 році.
- 850 років — з часу Повстання в Києві проти Ярославичів у 1068 році.
- 150 років — з часу початку Коліївщини — гайдамацького національно-визвольного повстання на Правобережжі у 1768 році.
- 150 років — з часу початку російсько-турецької війни (1768—1774) за вихід до Чорного моря у 1768 році.
- 100 років — з часу створення масонської ложі «Любов до істини» в Полтаві у 1818 році.
- 100 років — з часу закінчення повстання бузьких козаків на Херсонщині у 1818 році.
- 100 років — з часу створення театральної трупи на чолі з Іваном Котляревським та Михайлом Щепкіним у Полтаві у 1818 році.

### Видатних особистостей
- 400 років з дня народження Івана Федоровича Чорторийського — князя, магната, державного і політичного діяча Речі Посполитої, ревний пропагандист унії Великого Князівства Литовського та Корони.
- 350 років з дня народження Софії Анни Вишневецької — представниці українського магнатського і князівського роду.
- 300 років з дня народження Івана Богуна — українського військового і державного діяча, козацького полководця часу Хмельниччини, полковника подільського, згодом — кальницького і паволоцького.
- 150 років з дня народження Віктора Павловича Кочубея — нащадка козацької старшини Гетьманщини, державного діяча Російської імперії, князя (від 1831 року), першого державного канцлера внутрішніх справ (1834 рік) Росії.
- 100 років з дня народження Василя Івановича Штернберга — українського живописця-пейзажиста і жанриста.
- 50 років з дня народження Івана Кириловича Заболотного — депутата Першої Державної Думи Російської імперії, волонтера Англо-бурської війни (1899—1902 років), розробника підводного човна.
- 50 років з дня народження Богдана Олександровича Кістяковського — український правознавець, громадський діяч, український філософ права і соціолог неокантіанської орієнтації, один з організаторів Академії наук України.
- 50 років з дня народження Людмили Михайлівни Старицької-Черняхівської — української письменниці (поетеси, драматургу, прозаїку, перекладачу, мемуаристу), громадському діячу, доньці Михайла Старицького, племінниці Миколи Лисенка.
- 50 років з дня народження Олександра Григоровича Шліхтера — професійного революціонера, більшовицького партійного і державного діяча, ученого-економіста, академіка АН УРСР (1929) і АН Білоруської РСР (1934), віце-президента АН УРСР (1931—1938).
- 50 років з дня народження Євгенії Іванівни Ярошинської — української письменниці, перекладача, етнографа, фольклористки, педагога, громадської діячки на Буковині.

## Події
- 5 січня — В УНР увійшли в обіг перші українські банкноти — карбованці номіналом 100 карбованців.
- 22 січня — У будинку Педагогічного музею в Києві почалось закрите засідання Малої Ради, на якому було затверджено IV Універсал, що проголосив Україну незалежною державою.
- 27 — 29 січня — робітники кількох київських заводів почали повстання проти української влади на підтримку наступаючим на Київ російським частинам. Полки вільного козацтва, Гордіївський полк і курінь січових стрільців придушили це повстання.
- 29 січня — бій під Крутами — близько 300 юнаків Військової школи і студенти київських гімназій, що утворили Помічний Курінь Студентів Січових Стрільців під командуванням капітана Гончаренка, зазнали поразки від більшовицьких військ Михайла Муравйова.
- 4 лютого — війська Центральної Ради оволоділи територією заводу «Арсенал», захопили три сотні арсенальців і тут же розстріляли їх або закололи багнетами.
- 9 лютого:
  - Підписано Брест-Литовський мирний договір між Німеччиною, Туреччиною, Болгарією і Австро-Угорщиною з Українською Народною Республікою, за умовами якого держави австро-німецького блоку визнавали незалежність УНР, що врятувало її від повного поглинання більшовицькою Росією і звільнення більшої частини України, яку натомість окупували австро-німецькі війська.
  - війська Червоної армії під командуванням Михайла Муравйова після п'ятиденного артилерійського бомбардування зайняли столицю Української Народної республіки Київ. Жертвами червоного терору в Києві стали кілька тисяч осіб.
- 25 лютого — На засіданні Центральної Ради ухвалено закон про введення в Україні григоріанського календаря — 16 лютого за старим стилем оголошувалось 1 березня. На території Західної України, що свого часу знаходилась у складі Речі Посполитої григоріанський календар було введено ще у жовтні 1582 року.
- 3 березня — Після активізації військових дій країн-учасниць Четверного союзу (Німеччина, Австро-Угорщина, Туреччина і Болгарія) проти Радянської Росії, остання була змушена підписати у Брест-Литовську сепаратний мирний договір у якому визнала незалежність України і Фінляндії, мирний договір України з Німеччиною, втрачала Польщу, Естонію, Латвію і Литву, Грузію та ряд вірменських областей, які переходили до Туреччини. Однак після Листопадової революції 1918 року у Німеччині Росія в односторонньому порядку анулювала Брестський договір.
- 19 березня:
  - загиблі у бою під Крутами з військовими почестями були поховані в братській могилі на Аскольдовому цвинтарі.
  - у Катеринославі (нині — Дніпро) закінчився ІІ Всеукраїнський з'їзд рад, на якому було схвалено Брестський мирний договір РСФРР з державами Четверного союзу і проголошено незалежність радянської України.
- 24 березня — Центральна Рада проголосила українську мову державною.
- 24 квітня — Частини армії УНР на чолі з Петром Болбочаном захопили Сімферополь — столицю Радянської Соціалістичної Республіки Тавриди.
- 28 квітня — Сприяючи планам Української Народної Громади, яка у своїх лавах об'єднувала землевласників і військових і відкрито відстоювала необхідність встановлення в Україні сильної диктаторської влади, командування півмільйонного угруповування австро-німецьких військ, що зайняло Україну, зупинило засідання Центральної Ради, яка саме обговорювала проєкт конституції УНР.
- 29 квітня — на Хліборобському конгресі, що відбувся у Києві за участю 8 тисяч делегатів, гетьманом України був обраний генерал Павло Скоропадський, який став односібним главою Української Держави.
- 8 липня — законом, підписаним гетьманом Скоропадським, створено вищу судову інституцію України — Державний сенат Української держави, який очолив міністр освіти Миколу Василенко.
- 16 липня — Гетьман Павло Скоропадський затвердив зразок морського прапора України — а білому полі розміщувався прямий синій хрест із каймою такого ж кольору, у лівому верхньому куті зображувався національний прапор невеликого розміру із видрукованою золотом печаткою Святого Володимира посередині. Зараз ВМСУ використовують прапор фактично такого ж дизайну (без тризуба).
- 24 липня — Гетьман Павло Скоропадський затвердив закони про загальну військову повинність і кримінальну відповідальність за перевищення максимально встановлених цін і спекуляцію.
- 2 серпня — Гетьман України Павло Скоропадський затвердив Закон «Про створення фонду Національної бібліотеки Української держави».
- 7 серпня — Україна і Область Війська Донського підписали договір про розмежування кордону і взаємне визнання незалежності й суверенності. Цей документ доповнювався «Додатковою секретною угодою» уповноважених донського та гетьманського урядів, згідно з якою Київ зобов'язувався якнайшвидше постачити донському війську озброєння та військове спорядження з розрахунку на три корпуси з майна, що залишилося «понад кількість, необхідну для укомплектування кількості українських військ, встановленої за угодою з Центральними державами».
- 17 серпня — Гетьман Скоропадський видав розпорядження про встановлення в Україні 8-годинного робочого дня.
- 16 жовтня:
  - на з'їзді Вільного козацтва у Чигирині делегати від 5 українських губерній і Кубані обрали отаманом Вільного козацтва генерала Павла Скоропадського.
  - Гетьман Павло Скоропадський видав указ про відродження козацтва, в яке було записано близько 150 тисяч сімей.
- 18 жовтня — У Львові на зборах українських депутатів австрійської Державної Ради і членів Палати Панів, українських представників галицького і буковинського сеймів було утворено Українську Національну Раду, яка очолила український національний рух в Австро-Угорській імперії. Її президентом було обрано депутата австрійського парламенту Євгена Петрушевича.
- 1 листопада — Підрозділи українських січових стрільців зайняли найважливіші установи Львова, включаючи будівлі губернаторства, муніципалітету, військові казарми і поліції, вивісили на ратуші жовто-блакитний прапор, проголосивши у місті владу Української Національної Ради. Повстання у Львові, на дві третини населеному поляками, зазнало поразки через три тижні і стало початком Польсько-української війни.
- 3 листопада — Скликане у Чернівцях народне віче ухвалило рішення про приєднання Північної Буковини до України.
- 12 листопада — Гетьман України Павло Скоропадський узаконив автокефалію української православної церкви.
- 13 листопада:
  - у зв'язку з поразкою Німеччини в Першій Світовій війні уряд Радянської Росії анулював Брестський мир, підписаний у березні, а німецькі війська вимушено почали залишити окуповані території Білорусі та України.
  - Українська Національна Рада у Львові затвердила «Тимчасовий основний закон про державну самостійність українських земель колишньої австро-угорської монархії», яким проголосила створення на всій українській етнічній території Галичини, Буковини і Закарпаття Західно-Української Народної Республіки (ЗУНР).
- 27 листопада:
  - відбулося перше установче Спільне зібрання Української Академії Наук, на якому президентом Академії було обрано Володимира Вернадського, секретарем — Агатангела Кримського.
  - військо Нестора Махна вступило в Гуляйполе, яке він оголосив центром повстанського руху проти буржуазії.
- 28 листопада — У залізничному вагончику в Курську було проголошено створення Тимчасового робітничо-селянського уряду України та чолі з Георгієм П'ятаковим.
- 14 грудня:
  - корпус січових стрільців Євгена Коновальця зайняв Київ, що знаменувало перемогу повстання Директорії під головуванням Володимира Винниченка проти влади гетьмана Павла Скоропадського.
  - втративши підтримку як російських монархічних кіл та українських політичних партій, так і австро-німецьких союзників, гетьман України Павло Скоропадський зрікся влади, передав її своєму уряду, а той у свою чергу передав повноваження Директорії на чолі з Володимиром Винниченком.
- 26 грудня — У Києві Директорія на чолі з Володимиром Винниченком проголосила відновлення Української Народної Республіки та створення уряду на чолі з Володимиром Чехівським.

## Особи

### Народились
- 15 січня — Лариса Архипівна Руденко, українська співачка (меццо-сопрано).
- 17 лютого — Володимир Васильович Щербицький, український політик, перший секретар ЦК КПУ (1972-89 рр.).
- 3 квітня — Олесь Гончар (Олександр Терентійович Гончар), український письменник («Прапороносці», «Тронка», «Собор», «Берег любові», «Циклон»), академік, громадський діяч, Герой України.
- 28 вересня — Василь Олександрович Сухомлинський, український педагог, письменник (Серце віддаю дітям, Про виховання).
- 27 листопада — Борис Євгенович Патон, український вчений в галузі металургії, директор Інституту електрозварювання (з 1953 р.), президент Академії наук України (з 1962 р.).
- 1 грудня — Платон Іларіонович Майборода, український композитор, автор пісень (Білі каштани, Пісня про рушник), музики до кінофільмів.

### Померли
- 31 січня — Іван Павлович Пулюй, український фізик і електротехнік, ректор Німецької вищої технічної школи в Празі.
- 7 лютого — Володимир (Священомученик), Василь Никифорович Богоявленський, Київський і Галицький православний митрополит (1915—1918 рр.), перший новомученик часів комуністичного гоніння на церкву ХХ століття.
- 15 квітня — Іван Нечуй-Левицький (Іван Семенович Левицький), український письменник (Микола Джеря, Кайдашева сім'я, Дві московки, Над Чорним морем, Маруся Богуславка), етнограф і фольклорист.

## Засновані, створені
- 27 листопада — Українська академія наук на чолі з Володимиром Вернадським.